# Джозеф Маррі
Джозеф Маррі (також Джозеф Маррей, Джозеф Мюррей, англ. Joseph E. Murray; 1 квітня 1919, Мілфорд, Массачусетс — 26 листопада 2012) — американський хірург — трансплантолог, перший пересадив нирку людині. Отримав Нобелівську премію з медицини в 1990 році разом з Едуардом Томасом «за відкриття, що стосуються трансплантації органів та клітин при лікуванні хвороб».

## Біографія
У дитинстві і юнацтві Маррі багато займався спортом (американський футбол, хокей, бейсбол). Коли він вступив до Коледжу Святого Хреста (англ. College of the Holy Cross) і готувався стати бейсбольним гравцем, виявилося, що лабораторні заняття збігалися в часі з тренуваннями. У результаті він був змушений кинути бейсбол. Після закінчення коледжу Маррі здобув медичну освіту в медичній школі Гарвардського університету, потім вступив до армії і вивчав хірургію в армійському госпіталі Веллі Фордж (Пенсільванія).
У 2001 році, Маррі опублікував свою автобіографію «Хірургія душі: роздуми про цікаву кар'єру»(англ. Surgery Of The Soul: Reflections on a Curious Career), що викладається як історія про 14 випадків із його практики.

## Науковий внесок
У грудні 1954 року Маррі вперше у світі здійснив пересадку нирки між двома ідентичними близнюками. У 1959 році йому вдалося зробити вдалу аллотрансплантацію, тобто пересадити нирку хворому від неспорідненого донора. У 1962 році Маррі здійснив першу трансплантацію нирки від померлого донора. У наступні роки Маррі був світовим лідером трансплантаційної біології у використанні імунодепресантів і дослідженні механізму реакції відторгнення трансплантата. Відкриття імунодепресантів, таких як азатіоприн, дозволили пересаджувати нирки від неспоріднених донорів.
Джозеф Маррі був головним пластичним хірургом у Дитячому госпіталі Бостона з 1972 по 1985 роки. Пішов на пенсію — у 1986 році як почесний професор медичної школи Гарвардського університету.

## Публікації
- Joseph Murray (2001). Surgery of the Soul. Science History Publications. ISBN 0-88135-255-1.